# Rifugio Pier Fortunato Calvi
Il rifugio Pier Fortunato Calvi è il più alto rifugio alpino delle Alpi Carniche e del Friuli Venezia Giulia, situato nel comune di Sappada (UD), in alta val Sesis, a 2.167 m.

## Storia
Il rifugio venne costruito nel 1926 ed è stato dedicato alla memoria di Pier Fortunato Calvi, patriota italiano del XIX secolo.

## Caratteristiche e informazioni
Il rifugio è di proprietà della sezione di Sappada del CAI. Dispone di circa 80 posti letto, più 50 cuccette ed è aperto da metà giugno a fine settembre.

## Accessi
Il rifugio è raggiungibile a piedi con il sentiero n. 132, a mezz'ora di strada dal parcheggio dove si lasciano le autovetture.

## Ascensioni
- Monte Peralba
- Monte Chiadenis
- Passo Sesis